# Revaz Chikoidze
Revaz Chikoidze (en georgiano: რევაზ ჩიკოიძე; 30 de mayo de 1984) es un deportista georgiano que compite en judo adaptado. Ganó dos medallas en los Juegos Paralímpicos de Verano, plata en Tokio 2020 y plata en París 2024.

## Palmarés internacional
| Juegos Paralímpicos | Juegos Paralímpicos | Juegos Paralímpicos | Juegos Paralímpicos |
| Año                 | Lugar               | Medalla             | Categoría           |
| ------------------- | ------------------- | ------------------- | ------------------- |
| 2020                | Tokio (Japón)       | Medalla de plata    | +100 kg             |
| 2024                | París (Francia)     | Medalla de plata    | +90 kg J2           |